# 洛什附近尚索
洛什附近尚索（法語：Chanceaux-près-Loches，法語發音：[ʃɑ̃so pʁɛ lɔʃ]）是法国安德尔-卢瓦尔省的一个市镇，位于该省东南部，洛什市区西北，属于洛什区。

## 地理
洛什附近尚索（47°8'49"N, 0°56'17"E）面积14.58 平方千米，位于法国中央-卢瓦尔河谷大区安德尔-卢瓦尔省，该省份为法国中西部省份，北起萨尔特省、东北接卢瓦-谢尔省，东南接安德尔省，南至维埃纳省，西临曼恩-卢瓦尔省。
与洛什附近尚索接壤的市镇（或旧市镇、城区）包括：安德尔河畔尚堡、多吕勒塞克、洛什、穆宰。

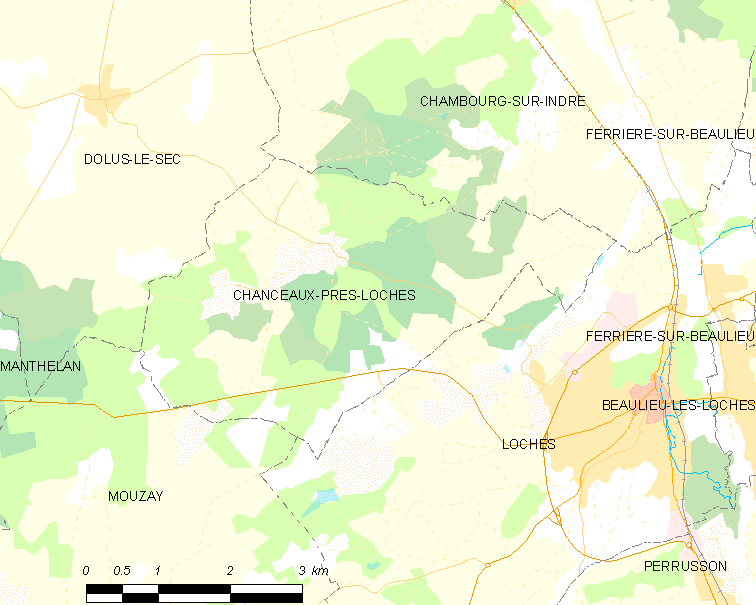
洛什附近尚索的OSM定位图

洛什附近尚索的时区为UTC+01:00、UTC+02:00（夏令时）。

## 行政
洛什附近尚索的邮政编码为37600，INSEE市镇编码为37053。

## 政治
洛什附近尚索所属的省级选区为洛什县。

## 人口

1962-2008年间洛什附近尚索人口变化图示

洛什附近尚索于2022年1月1日时的人口数量为113人。